# Manju Rani
Manju Rani (hindi मंजू रानी; ur. 26 października 1999 r.) – indyjska bokserka, srebrna medalistka mistrzostw świata.
Jej ojciec został zatrudniony w Border Security Force i zmarł w 2010 roku z powodu raka. Jej matka samotnie wychowywała czworo rodzeństwa z niską emeryturą wynoszącą 9000 rupii indyjskich.

## Kariera
Początkowo zaczęła trenować kabaddi. Z powodu, że jest to gra zespołowa, zrezygnowała z niego na rzecz boksu, który jest sportem indywidualnym.
W 2019 roku zdobyła srebrny medal w kategorii do 48 kg podczas mistrzostw świata w Ułan Ude, przegrywając w finale z Rosjanką Jekatieriną Palcewą 1:4. W półfinale wyeliminowała Tajlandkę Chuthamatę Raksatę.